# Менестіре
Менестіре (рум. Mănăstire) — село у повіті Алба в Румунії. Входить до складу комуни Лупша.
Село розташоване на відстані 314 км на північний захід від Бухареста, 46 км на північний захід від Алба-Юлії, 54 км на південний захід від Клуж-Напоки.

## Населення
За даними перепису населення 2002 року у селі проживали 94 особи, усі — румуни. Усі жителі села рідною мовою назвали румунську.